# Kelidar
Kelidar (en persan : کلیدر) est un roman écrit par Mahmoud Dowlatabadi qui raconte la vie d'une famille face à l'hostilité de ses voisins paysans, malgré la similitude de leur culture.
Kelidar est le nom d'un village du Khorassan où le roman se déroule, à la fin des années 1940.
La créativité de Dowlatabadi fait de Kelidar un des romans les plus brillants qui aient été écrits en persan. 
Dowlatabadi a mis quinze ans pour écrire Kelidar. Le roman a été publié en dix volumes, ce qui en fait le plus long roman écrit en langue persane.
Ce roman a été traduit en plusieurs langues.